# Courbevoie
Courbevoie är en kommun i departementet Hauts-de-Seine i regionen Île-de-France i norra Frankrike. Kommunen är chef-lieu över två kantoner som tillhör arrondissementet Nanterre. År 2022 hade Courbevoie 81 945 invånare. Kontorsstadsdelen La Défense ligger delvis i Courbevoie, som ligger nordväst om Paris.
Komikern och skådespelaren Louis de Funès är född och uppvuxen i kommunen.

## Befolkningsutveckling
Antalet invånare i kommunen Courbevoie
| Referens: INSEE |